# Брцковљани
Брцковљани су насељено место и седиште општине у Загребачкој жупанији, Хрватска. До територијалне реорганизације у Хрватској налазили су се у саставу бивше велике општине Дуго Село.

## Становништво
На попису становништва 2011. године, општина Брцковљани је имала 6.837 становника, од чега у самим Брцковљанима 1.542.

## Попис1991.
На попису становништва 1991. године, насељено место Брцковљани је имало 696 становника, следећег националног састава:
| Попис 1991.‍  | Попис 1991.‍  | Попис 1991.‍ | Попис 1991.‍ | Попис 1991.‍ |
| ------------ | ------------ | ----------- | ----------- | ----------- |
|              |              |             |             |             |
| Хрвати       | Хрвати       |             | 666         | 95,68%      |
| Југословени  | Југословени  |             | 8           | 1,14%       |
| Срби         | Срби         |             | 6           | 0,86%       |
| Муслимани    | Муслимани    |             | 1           | 0,14%       |
| неопредељени | неопредељени |             | 3           | 0,43%       |
| регион. опр. | регион. опр. |             | 3           | 0,43%       |
| непознато    | непознато    |             | 9           | 1,29%       |
| укупно: 696  |              |             |             |             |